# Igrzyska Wspólnoty Narodów
Igrzyska Wspólnoty Narodów (ang. Commonwealth Games) – międzynarodowe i multidyscyplinarne zawody sportowe dla zawodników reprezentujących państwa zrzeszone we Wspólnocie Narodów. Pierwsze takie zawody zostały rozegrane w 1930 roku i, z wyłączeniem planowanych igrzysk w 1942 i 1946 roku, rozgrywane są do dzisiaj co cztery lata.
Igrzyska są organizowane przez Federację Igrzysk Wspólnoty Narodów (ang. Commonwealth Games Federation), która kontroluje także program igrzysk i wybiera miasto-gospodarza igrzysk (każdorazowo jest to inne miasto). Oprócz wielu sportów olimpijskich, program igrzysk Wspólnoty Narodów zawiera także sporty nieolimpijskie, takie jak bowls czy netball.
Pomimo iż członkami Wspólnoty Narodów jest 53 państw, w igrzyskach bierze udział 71 różnych reprezentacji. Spowodowane jest to tym, że terytoria zależne i dependencje startują pod własnymi flagami. Tak zwane Home Nations tj. części składowe Zjednoczonego Królestwa – Anglia, Walia, Szkocja i Irlandia Północna także startują jako oddzielne reprezentacje. Jedynie sześć reprezentacji wystartowało we wszystkich edycjach igrzysk Wspólnoty Narodów: Australia, Kanada, Anglia, Walia, Szkocja i Nowa Zelandia. Australia ma na koncie najwięcej zwycięstw w klasyfikacji medalowej – zajęła pierwsze miejsce na czternastu igrzyskach. Anglia dokonała tego siedem razy, zaś Kanada jeden raz.

## Historia igrzysk

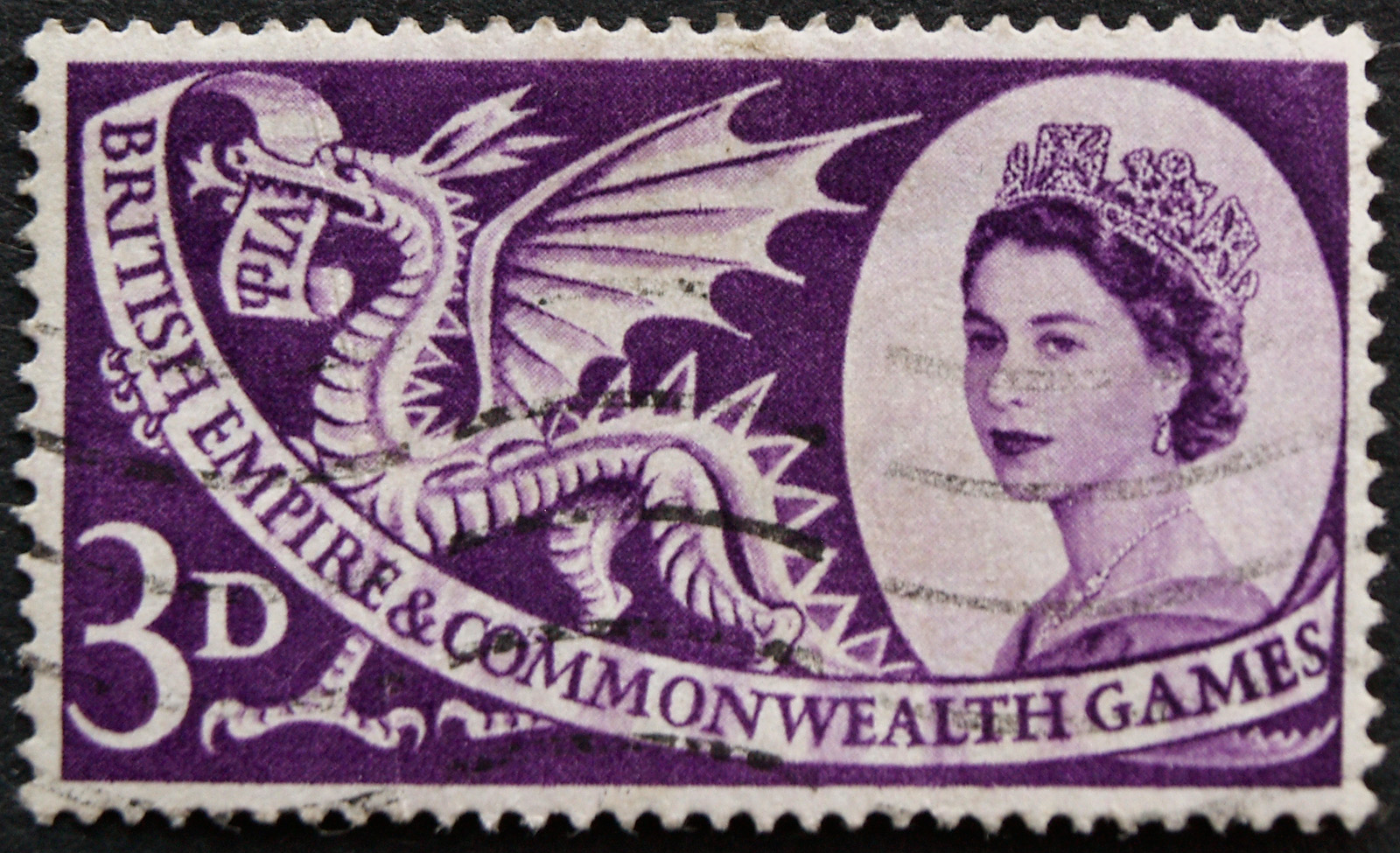
Znaczek wydany z okazji Igrzysk Imperium Brytyjskiego i Wspólnoty Brytyjskiej w 1958 roku

Idea organizacji zawodów sportowych dla mieszkańców Imperium brytyjskiego pojawiła się po raz pierwszy w 1891 roku. Pomysłodawcą był John Astley Cooper, który w swoim artykule w The Times zasugerował zorganizowanie: Pan-brytyjski i pan-anglikański konkurs i festiwal, który organizowany co cztery lata podnosiłby zrozumienie i współpracę w Imperium Brytyjskim. Sam Cooper czerpał inspiracje z idei olimpijskiej, a założony przez niego komitet pomagał baronowi Pierre’owi de Coubertin przy realizacji pierwszych edycji nowożytnych igrzysk olimpijskich. W 1911 roku zorganizowano w Londynie Festiwal Imperium z okazji koronacji Jerzego V. Częścią tego festiwalu były multidyscyplinarne zawody sportowe (boks, zapasy, pływanie i lekkoatletyka) rozegrane pomiędzy reprezentantami Zjednoczonego Królestwa, Kanady, Australii i Związku Południowej Afryki. Imprezę tą uznaje się czasami jako "pierwowzór" rozgrywanych później igrzysk Imperium Brytyjskiego.
W 1928 roku, Kanadyjczyk Melville Marks Robinson zainspirowany wydarzeniami na IX Letnich Igrzyskach Olimpijskich ponownie przywrócił ideę organizacji igrzysk dla Imperium. Dwa lata później, w 1930 roku zorganizowano z jego inicjatywy I Igrzyska Imperium Brytyjskiego w kanadyjskim mieście Hamilton, lecz kobiety wzięły udział jedynie w konkurencjach pływackich i skokach do wody. Od 1934 roku kobiety uczestniczą także w zawodach lekkoatletycznych.
Pierwsze Igrzyska Wspólnoty Narodów dla Niepełnosprawnych rozegrano w 1962 roku w Perth i organizowano je do 1974. Osoby niepełnosprawne pierwszy raz wystąpiły na igrzyskach Wspólnoty Narodów w 1994 roku w konkurencjach pokazowych. Od 2002 roku biorą udział w pozostałych dyscyplinach, a ich medale wliczają się do oficjalnej klasyfikacji.

## Edycje igrzysk

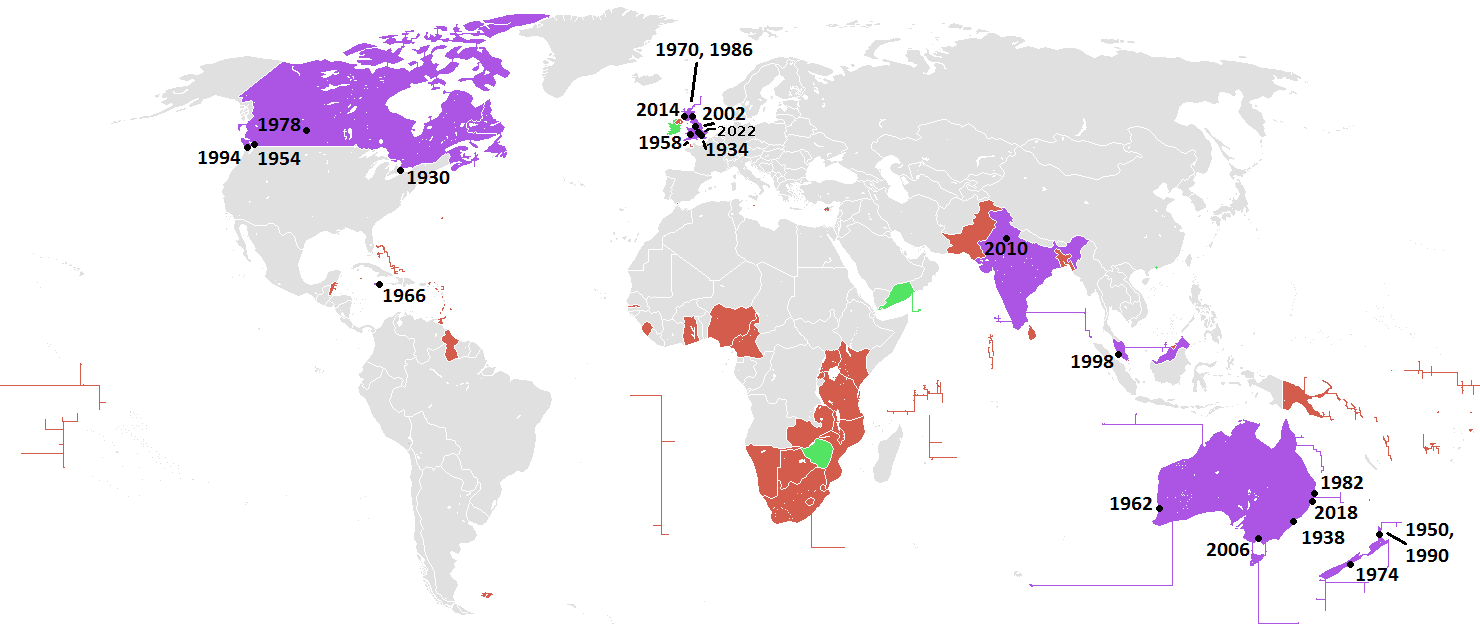
Legenda
kolor fioletowy – państwa, w których igrzyska się odbyły bądź ich organizacja jest planowana
kolor czerwony – pozostałe państwa, które biorą udział w igrzyskach
kolor zielony – państwa, które już nie startują w igrzyskach

Pierwsza edycja igrzysk została rozegrana w 1930 roku jako Igrzyska Imperium Brytyjskiego. Wzięło w niej udział jedenaście reprezentacji. Cykl rozgrywania igrzysk został zakłócony jedynie przez wybuch II wojny światowej, przez co zawody planowane na lata 1942 i 1946 zostały odwołane. W roku 1950. zawody przywrócono i od tamtej pory są one rozgrywane nieprzerwanie. Liczba zawodników biorących udział w jednej edycji igrzysk przekroczyła 1000 podczas Igrzysk w 1958 roku Na igrzyska w 2006 roku liczba zawodników przekroczyła już 4000.
Nigeria była pierwszym krajem, który zbojkotował igrzyska. Miało to miejsce w 1978 roku i był to wyraz sprzeciwu przeciwko kontaktom sportowców nowozelandzkich z Południowej Afryki, gdzie dominował system polityczny oparty na zasadzie apartheidu. Igrzyska w 1986 roku zbojkotowały 32 państwa afrykańskie i karaibskie w ramach protestu przeciwko kontaktom premier Wielkiej Brytanii Margaret Thatcher i jej rządu z rządem Afryki Południowej.
Kraje, które były gospodarzami igrzysk największą ilość razy to: Australia (5), Kanada (4) i Nowa Zelandia (3). Sześciokrotnie igrzyska odbyły się w krajach Zjednoczonego Królestwa: trzykrotnie w Szkocji, dwukrotnie w Anglii i raz w Walii. Dwukrotnie igrzyska odbyły się w Azji: w 1998 roku w Malezji i w 2010 roku w Indiach. Także Karaiby gościły u siebie igrzyska – miało to miejsce w 1966 roku na Jamajce.
Dwa miasta były gospodarzami igrzysk więcej niż jeden raz: Auckland (1950 i 1990) i Edynburg (1970, 1986 i niektóre konkurencje w 2014 roku).
| Edycja                                                 | Rok               | Miasto gospodarz  | Państwo           | Data rozpoczęcia  | Data zakończenia  | Liczba dyscyplin  | Liczba konkurencji | Liczba reprezentacji | Liczba zawodników | Zwycięzca         |                   |
| Festiwal Imperium                                      | Festiwal Imperium | Festiwal Imperium | Festiwal Imperium | Festiwal Imperium | Festiwal Imperium | Festiwal Imperium | Festiwal Imperium  | Festiwal Imperium    | Festiwal Imperium | Festiwal Imperium | Festiwal Imperium |
| ------------------------------------------------------ | ----------------- | ----------------- | ----------------- | ----------------- | ----------------- | ----------------- | ------------------ | -------------------- | ----------------- | ----------------- | ----------------- |
| I                                                      | 1911              | Londyn            | Wielka Brytania   | 12 maja           | 1 czerwca         | 4                 | 9                  | 4                    | nieznane          | Kanada            |                   |
| Igrzyska Imperium Brytyjskiego                         |                   |                   |                   |                   |                   |                   |                    |                      |                   |                   |                   |
| I                                                      | 1930              | Hamilton          | Kanada            | 16 sierpnia       | 23 sierpnia       | 6                 | 59                 | 11                   | 400               | Anglia            |                   |
| II                                                     | 1934              | Londyn            | Wielka Brytania   | 4 sierpnia        | 11 sierpnia       | 6                 | 68                 | 16                   | 500               | Anglia            |                   |
| III                                                    | 1938              | Sydney            | Australia         | 5 lutego          | 12 lutego         | 7                 | 71                 | 15                   | 464               | Australia         |                   |
| IV                                                     | 1950              | Auckland          | Nowa Zelandia     | 4 lutego          | 11 lutego         | 9                 | 88                 | 12                   | 590               | Australia         |                   |
| Igrzyska Imperium Brytyjskiego i Wspólnoty Brytyjskiej |                   |                   |                   |                   |                   |                   |                    |                      |                   |                   |                   |
| V                                                      | 1954              | Vancouver         | Kanada            | 30 lipca          | 7 sierpnia        | 9                 | 91                 | 24                   | 662               | Anglia            |                   |
| VI                                                     | 1958              | Cardiff           | Wielka Brytania   | 18 lipca          | 26 lipca          | 9                 | 94                 | 36                   | 1122              | Anglia            |                   |
| VII                                                    | 1962              | Perth             | Australia         | 22 listopada      | 1 grudnia         | 9                 | 104                | 35                   | 863               | Australia         |                   |
| VIII                                                   | 1966              | Kingston          | Jamajka           | 4 sierpnia        | 13 sierpnia       | 9                 | 110                | 34                   | 1050              | Anglia            |                   |
| Igrzyska Brytyjskiej Wspólnoty Narodów                 |                   |                   |                   |                   |                   |                   |                    |                      |                   |                   |                   |
| IX                                                     | 1970              | Edynburg          | Wielka Brytania   | 16 lipca          | 25 lipca          | 9                 | 121                | 42                   | 1383              | Australia         |                   |
| X                                                      | 1974              | Christchurch      | Nowa Zelandia     | 24 stycznia       | 2 lutego          | 9                 | 121                | 38                   | 1276              | Australia         |                   |
| Igrzyska Wspólnoty Narodów                             |                   |                   |                   |                   |                   |                   |                    |                      |                   |                   |                   |
| XI                                                     | 1978              | Edmonton          | Kanada            | 3 sierpnia        | 12 sierpnia       | 10                | 128                | 46                   | 1474              | Kanada            |                   |
| XII                                                    | 1982              | Brisbane          | Australia         | 30 września       | 9 października    | 10                | 142                | 46                   | 1583              | Australia         |                   |
| XIII                                                   | 1986              | Edynburg          | Wielka Brytania   | 24 lipca          | 2 sierpnia        | 10                | 163                | 26                   | 1662              | Anglia            |                   |
| XIV                                                    | 1990              | Auckland          | Nowa Zelandia     | 24 stycznia       | 3 lutego          | 10                | 204                | 55                   | 2073              | Australia         |                   |
| XV                                                     | 1994              | Victoria          | Kanada            | 18 sierpnia       | 28 sierpnia       | 10                | 217                | 63                   | 2557              | Australia         |                   |
| XVI                                                    | 1998              | Kuala Lumpur      | Malezja           | 11 września       | 21 września       | 15                | 213                | 70                   | 3633              | Australia         |                   |
| XVII                                                   | 2002              | Manchester        | Wielka Brytania   | 25 lipca          | 4 sierpnia        | 171               | 281                | 72                   | 3679              | Australia         |                   |
| XVIII                                                  | 2006              | Melbourne         | Australia         | 15 marca          | 26 marca          | 162               | 245                | 71                   | 4049              | Australia         |                   |
| XIX                                                    | 2010              | Nowe Delhi        | Indie             | 3 października    | 14 października   | 171               | 272                | 71                   | 6081              | Australia         |                   |
| XX                                                     | 2014              | Glasgow           | Wielka Brytania   | 23 lipca          | 3 sierpnia        | 171               | 261                | 71                   | 4947              | Anglia            |                   |
| XXI                                                    | 2018              | Gold Coast        | Australia         | 4 kwietnia        | 15 kwietnia       | 19                | 275                | 71                   | 4426              | Australia         |                   |
| XXII                                                   | 2022              | Birmingham        | Wielka Brytania   | 28 lipca          | 8 sierpnia        | 20                | 280                | 72                   | 5054              | Australia         |                   |
| XXIII                                                  | 2026              | TBA               | TBA               |                   |                   |                   |                    |                      |                   |                   |                   |

Uwagi
1 Wliczając trzy sporty drużynowe
2 Wliczając cztery sporty drużynowe

### Gospodarze igrzysk
| Miejsce | Państwo       | Kontynent | Liczba | Lata                         |
| ------- | ------------- | --------- | ------ | ---------------------------- |
| 1       | Australia     | Australia | 5      | 1938, 1962, 1982, 2006, 2018 |
| 2       | Kanada        | Ameryka   | 4      | 1930, 1954, 1978, 1994       |
| 3       | Nowa Zelandia | Oceania   | 3      | 1950, 1974, 1990             |
| 3       | Szkocja**     | Europa    | 3      | 1970, 1986, 2014             |
| 3       | Anglia**      | Europa    | 3      | (1911*), 1934, 2002, 2022    |
| 6       | Indie         | Azja      | 1      | 2010                         |
| 6       | Malezja       | Azja      | 1      | 1998                         |
| 6       | Jamajka       | Ameryka   | 1      | 1966                         |
| 6       | Walia**       | Europa    | 1      | 1958                         |

Uwagi
* Festiwal Imperium zorganizowany w 1911 roku był prekursorem igrzysk Wspólnoty Narodów, lecz zazwyczaj nie jest on uważany za pierwszą edycję samych igrzysk.
** Zjednoczone Królestwo Wielkiej Brytanii i Irlandii Północnej występuje na igrzyskach w ramach oddzielnych reprezentacji krajów królestwa, jego terytoriów zamorskich i dependencji.

## Dyscypliny
Trzydzieści dziewięć dyscyplin sportowych (w tym siedem, w których rozgrywane są zawody osób niepełnosprawnych) zostały zaakceptowane przez CGF jako możliwe do rozgrywania w ramach igrzysk Wspólnoty Narodów. Zostały one podzielone na trzy kategorie:
- Core sports (sporty podstawowe) – dyscypliny sportowe, które muszą być rozgrywane na igrzyskach
- Optional sports (sporty opcjonalne) – dyscypliny, które mogą być włączone do programu igrzysk; o liczbie tych dyscyplin każdorazowo decyduje gospodarz igrzysk;
- Recognized sports (sporty uznane) – dyscypliny, które zostały uznane przez CGF, lecz nie są one na tyle popularne; gospodarz ma prawo do nie przeprowadzenia rywalizacji w żadnej z tych dyscyplin

| Core sports | Optional sports | Recognized sports |
| --- | --- | --- |
| Badminton Boks Bowls Hokej na trawie Kolarstwo Lekkoatletyka Netball pływanie Podnoszenie ciężarów Rugby 7 Squash | Gimnastyka artystyczna Gimnastyka sportowa Judo Koszykówka Łucznictwo Pływanie synchroniczne Skoki do wody Strzelectwo Taekwondo Tenis stołowy Tenis ziemny Triathlon Wioślarstwo Zapasy | Bilard Bowling Kajakarstwo Krykiet Golf Piłka nożna Piłka ręczna Piłka wodna Rugby league Siatkówka Softball Sportowe ratownictwo wodne Szermierka Żeglarstwo |

## Uczestnicy igrzysk
Jedynie sześć krajów wystartowało we wszystkich edycjach igrzysk Wspólnoty Narodów: Australia, Anglia, Kanada, Nowa Zelandia, Szkocja i Walia. Na Igrzyskach Wspólnoty Narodów w Glasgow w 2014 roku wystartowało 71 drużyn reprezentujących kraje i terytoria zależne.
Niektóre państwa nie startują już na igrzyskach Wspólnoty Narodów:
- Aden – reprezentacja wystąpiła jedynie na Igrzyskach w 1962 roku; później kolonia stała się częścią Federacji Arabii Południowej;
- Borneo Północne – startowało w latach 1958-1962; później protektorat stał się częścią Malezji;
- Fed. Arabii Południowej – reprezentacja wystąpiła jedynie na Igrzyskach w 1966 roku; później protektorat uzyskał niepodległość jako Ludowo-Demokratyczna Republika Jemenu i w 1968 roku wystąpił ze Wspólnoty Narodów;
- Gambia – państwo startowało na igrzyskach w latach 1970-2010; w 2013 roku wystąpiło ze Wspólnoty Narodów;
- Hongkong – terytorium startowało na igrzyskach w latach 1954-1994; w 1997 roku stało się ono częścią składową Chińskiej Republiki Ludowej i wystąpiło ze Wspólnoty Narodów;
- Irlandia /  Wolne Państwo Irlandzkie – reprezentacja Irlandii jako całości wystartowała na igrzyskach jedynie w 1930 roku; podczas następnych Igrzysk w 1934 roku reprezentacje Irlandii Północnej i Wolnego Państwa Irlandzkiego wystartowały oddzielnie (dorobek medalowy Irlandii z 1930 roku i Wolnego Pań. Irlandzkiego z 1934 roku jest liczony łącznie); ostatecznie Wolne Pań. Irlandzkie, już jako Republika Irlandii wystąpiło ze Wspólnoty Narodów w 1949 roku;
- Nowa Fundlandia – startowała na igrzyskach w latach 1930–1934; w 1949 weszła w skład Dominium Kanady jako prowincja Nowa Fundlandia i Labrador;
- Sarawak – startował w latach 1958-1962; później kolonia stała się częścią Malezji;
- Zimbabwe – państwo startowało na igrzyskach w latach 1934-2002; w 2003 roku wystąpiło ze Wspólnoty Narodów;